# Karuta
 (août 2017).
Si vous disposez d'ouvrages ou d'articles de référence ou si vous connaissez des sites web de qualité traitant du thème abordé ici, merci de compléter l'article en donnant les références utiles à sa vérifiabilité et en les liant à la section « Notes et références ».
Karuta (かるた) est un jeu de cartes japonais.

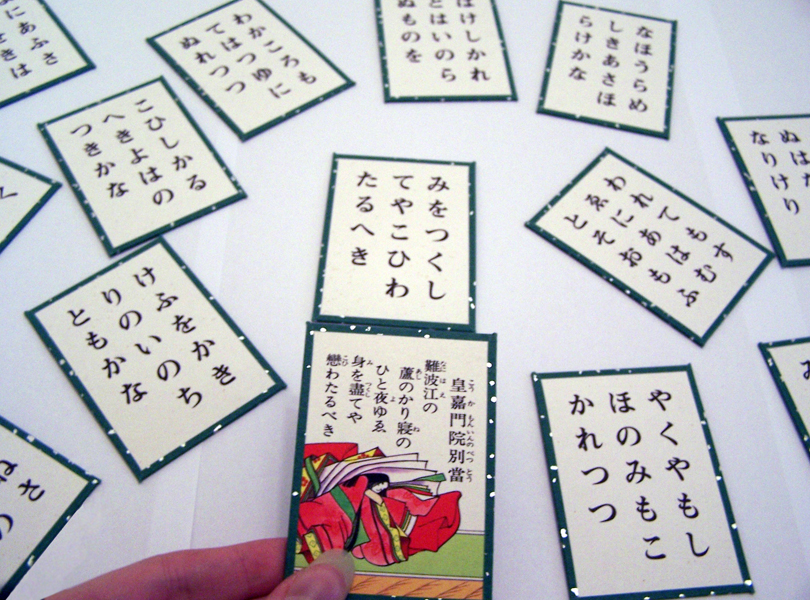
Jeu de karuta, au-dessus de la carte contenant le waka (poésie japonaise), la carte en kana correspondante.

Le mot « karuta » a été adopté par les japonais à partir du portugais carta, désignant les cartes à jouer. Il peut également être écrit en kanjis de plusieurs façons : 歌留多, 加留多, 嘉留太 ou encore 骨牌, terme d'origine chinoise (chinois : 骨牌 ; pinyin : gǔpái ; litt. « Cartes d'os ») où il est utilisé pour désigner les dominos, jeu d'origine chinoise.

## Types de karuta
Les deux types de cartes de karuta les plus connues sont celles d’uta-garuta (歌がるた) et celles d’iroha-karuta (いろはかるた).
Le jeu appelé uta-garuta ou hyakunin isshu karuta, compilation de poèmes Hyakunin isshu, est un jeu traditionnel du premier de l'an au Japon. Ce jeu est basé sur la mémoire : un orateur lit la première partie d'un des cent poèmes constituant le Hyakunin isshu et les joueurs doivent être les plus rapides à trouver la carte correspondant à la deuxième partie parmi les cent cartes placées entre eux,.
Le nom d’iroha-karuta provient du poème iroha-uta, composé uniquement de hiraganas. Ce jeu permet ainsi aux personnes apprenant la langue japonaise de mieux mémoriser les hiraganas ainsi que quelques mots de cette langue.

## Karuta de compétition

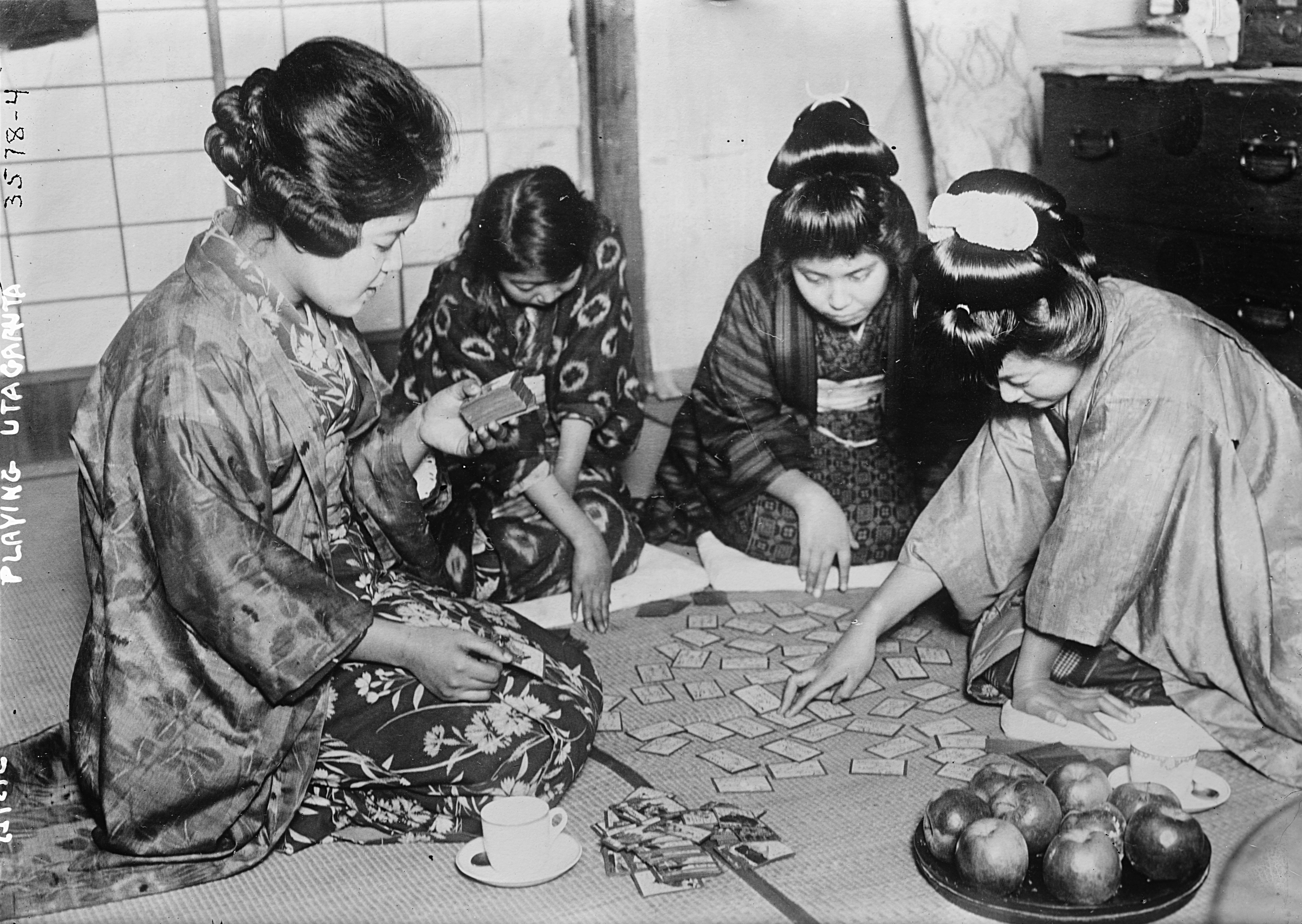
Femmes jouant au karuta

Si pour l'essentiel des japonais le terme karuta, ou hyakunin isshu, évoquera le jeu précédemment cité et ses parties du nouvel an en famille, il en existe une variante destinée à la compétition. À la différence du karuta classique, les parties n'opposent que deux adversaires, et ne font intervenir que la moitié des cartes de jeu. Chaque joueur disposera à sa guise 25 cartes choisies au hasard, et après 15 minutes consacrées à la mémorisation, le lecteur lira successivement les cent poèmes. Le but du jeu sera pour chaque joueur de prendre la carte associée au poème en train d'être lu avant son adversaire, le gagnant étant le joueur ayant réduit à zéro le nombre de cartes de son côté. Pour cette raison, prendre une carte sur le terrain adverse donnera la possibilité d'envoyer la carte de son choix à l'adversaire : de cette façon, c'est bien notre terrain dont le nombre de cartes diminue. En plus des qualités de mémorisation et de concentration nécessaires, le karuta présente également des enjeux stratégiques (dans le choix de l'envoi des cartes par exemple), demande un mental fort, et se rapproche du sport en ceci qu'afin de prendre de vitesse son adversaire, travailler la technique de son mouvement est indispensable.
Des tournois sont organisés plusieurs fois par mois partout dans le Japon, et ceux-ci sont classés par catégories de niveaux. Une fois par an est organisé un tournoi à grande échelle afin de désigner le meilleur joueur (Meijin) et la meilleure joueuse (Queen) du Japon. À l'exception de ce tournoi, le karuta se distingue en ceci que les compétitions sont mixtes, et sans restrictions d'âge. Ainsi, une élève de primaire peut parfaitement affronter un salaryman, à partir du moment où leur niveau est le même.
Si le karuta est un jeu extrêmement typé japonais et très peu répandu à l'étranger, les joueurs non-japonais se font de plus en plus nombreux, notamment depuis la diffusion du manga et de l'anime Chihayafuru, qui a créé une véritable vague, aussi bien au Japon qu'à l'étranger. L'année 2012 a ainsi vu naître la première association de karuta de France et même d'Europe, se destinant à soutenir toute personne dans la pratique du karuta. Aujourd'hui, des entraînements sont organisés, gratuitement, à Paris, Lyon, et Brest, ainsi que des tournois réunissant plusieurs joueurs européens. Contrairement aux apparences, jouer au karuta ne demande pratiquement aucune connaissance dans la langue japonaise, puisque les joueurs japonais eux-mêmes jouent sans se soucier du sens des poèmes. Nombreux sont, justement, les joueurs français à pratiquer sans maîtriser la langue japonaise.

## Manga et dérivés

### Chihayafuru
Un manga appelé Chihayafuru a pour thème le karuta de compétition. Il a été adapté en série télévisée d'animation de 25 épisodes par le studio Madhouse entre octobre 2011 et mars 2012. Une deuxième saison de vingt-cinq épisodes, également produite par le studio Madhouse, a été diffusée entre janvier et juin 2013. Un OAV est sorti en septembre 2013 avec l'édition limitée du tome 22. 
Une troisième saison a débuté en octobre 2019.
Deux adaptations cinématographiques ont aussi vu le jour en 2016 : Chihayafuru : Kami no ku et Chihayafuru : Shimo no Ku. Un troisième film est prévu pour fin 2017.

### Détective Conan
Dans la série Détective Conan, le thème du karuta est aussi au centre de l'intrigue du 21e film (La lettre d'amour écarlate) : l'histoire se déroule lors d'un concours national de karuta.

### Ace Attorney
Dans le jeu vidéo Phoenix Wright: Ace Attorney - Spirit of Justice, sixième volet de la saga principale Ace Attorney l'une des affaires, prenant place dans un théâtre de rakugo met en scène un message de la victime écrit au moyen de cartes de karuta, grâce à leurs syllabes[réf. nécessaire].